# お茶の水クリスチャン・センター
お茶の水クリスチャン・センター（おちゃのみずクリスチャン・センター）は、キリスト教の宗教法人。センターには日本福音同盟、キリスト者学生会、日本聖書刊行会など日本の福音派の主要団体が入る。日本福音同盟の協力会員。

## 歴史
日本のキリスト者学生運動、キリスト者学生会（KGK）の働きが海外に紹介され、この働きのために海外の福音主義に立つキリスト者学生団体（IFES、IVCF等）から多くの献金を集めて土地を取得し、御茶の水学生キリスト教会館が建設された。土地の取得交渉にはアイリーン・ウェブスター・スミス宣教師があたり、後に土地の売主を救いに導いた。しかし、学生伝道に携わった者たちの内に見解の相違があり、KGKとは別の理事会（OSCC）が発足した。OSCCは現在、学生伝道を行っておらず、名称からも学生会館の名が消えている。
1964年7月8日にOSCCとKGKは、OSCCの名義で土地建物を登記し、KGKが永久に無償使用できることを条件に、協定書を取り交わした。